# Офенбах-Хундхајм
Офенбах-Хундхајм (њем. Offenbach-Hundheim) општина је у њемачкој савезној држави Рајна-Палатинат. Једно је од 98 општинских средишта округа Кузел. Према процјени из 2010. у општини је живјело 1.191 становника. Посједује регионалну шифру (AGS) 7336075.

## Географски и демографски подаци
Офенбах-Хундхајм се налази у савезној држави Рајна-Палатинат у округу Кузел. Општина се налази на надморској висини од 170 метара. Површина општине износи 7,8 km². У самом мјесту је, према процјени из 2010. године, живјело 1.191 становника. Просјечна густина становништва износи 152 становника/km².